# 岐阜愛知新首都構想

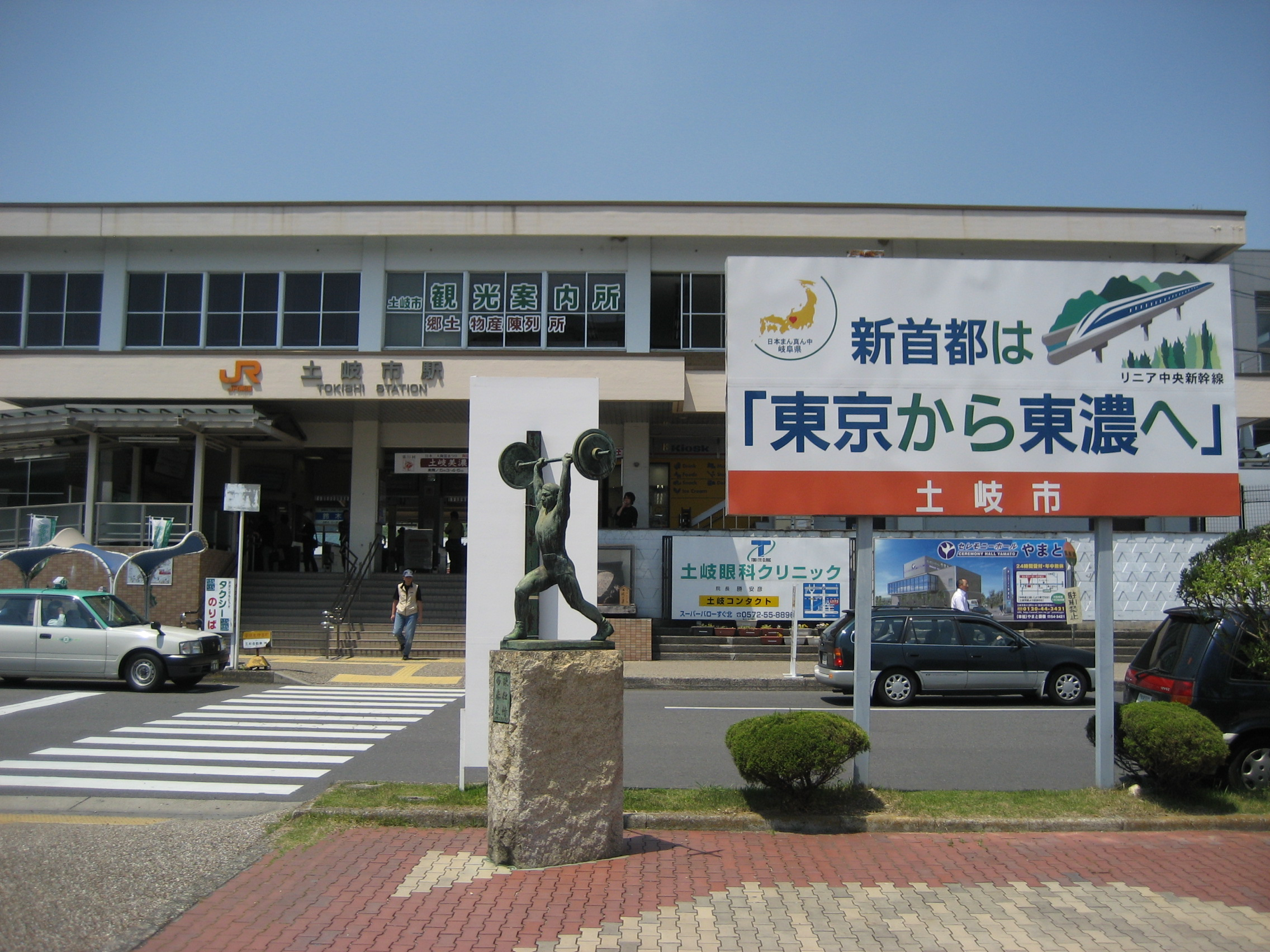
土岐市駅前看板（2007年撮影）

岐阜愛知新首都構想（ぎふあいちしんしゅとこうそう）とは、岐阜県と愛知県に首都機能の一部を移転させ、副首都機能（バックアップ機能）を持つ新しい都市を形成していく構想のこと。

## 概要
1990年代に議論された首都機能移転候補都市において、国会等移転審議会が1999年、全国三ヶ所に候補を絞り、その議論が一時活性化された。
候補地
1. 北東地域 - 栃木県・福島県
2. 畿央地域 - 三重県・滋賀県・京都府・奈良県
3. 岐阜・愛知地域

## 中京都構想との違い
愛知県中京独立戦略本部が推進する中京都構想が『愛知県を廃止して「中京都」を設置し、名古屋市と一体化すること』であるのに対し、岐阜愛知新首都構想は岐阜県、愛知県の各都市が相互に都市機能を提供し、サービスを連携して首都機能を分担するという都市構想である点が異なる。
岐阜東濃地域、西三河北部地域と東海圏の中核都市である名古屋市を含む地域を想定して検討されて来たが、道州制や中京都構想に絡み、その後新首都として中京圏、中部圏の都市群における広域連合（「東海州」や「中部州」等）を形成する意味に発展している。なお、岐阜愛知新首都推進協議会の「新しい日本の首都構想」では、「首都機能の移転先となる新都市」を「新首都」と表現していたが、それは遷都を意味するものではなかった。

## 議論の変遷
1999年、国会等移転審議会答申にて「岐阜・愛知地域」が首都機能移転候補都市のひとつとして選定された後、地元では「東京から東濃へ」のスローガンにより推進運動がなされてきた。だが、巨額の移転費用などに慎重論が相次ぎ、2000年代には下火となる。その後審議会事務局も休眠状態となり、岐阜・愛知両県が設置した新首都推進協議会も2016年度末で活動を休止した。
大阪府を主軸とした副首都構想、大阪都構想を経て、2014年には安倍政権においても首都機能のみならず国際競争力、産業競争力、災害対応力等の地方創生を掲げたが、中央集権移転が具現化されているのは2020年7月に開設した徳島県徳島市の消費者庁新未来想像戦略本部と、2023年3月末に移転した京都府京都市の文化庁のみとなっている。
しかし東濃地域では2018年には、最高裁判所の誘致活動ボランティア「司法移転を進める会」の発足、2020年には、世界的流行に及んだ新型コロナウイルス感染症から全国知事会での提言に「中央省庁の地方移転」が盛り込まれ、民間企業においても本社移転・テレワークの普及による移住者が増加したことをきっかけに、現在でも部分的なターミナル移転構想は積極的に行われている。

## 中部圏との関係
富山県、石川県、福井県、長野県、岐阜県、静岡県、愛知県、三重県、滋賀県の区域を一体とした広域を中部圏と定義し、現在も継続して開発整備が推進されている。

## 岐阜・愛知地域の優位性
- 硬質地盤で地震に強い。東濃地域の過去1200年分（1998年時点）のデータでは、東濃地域は直下型の内陸地震が非常に少なく、地震が切迫している活断層もない[7]。
- 日本の人口重心に位置しており、東京、大阪をはじめ、全国各地からのアクセスに適している
- 自動車産業や航空宇宙産業の集積地であるため、既存の都市基盤のリソースが活用できる。
- 2034年（暫定）以降、リニア中央新幹線の中津川駅が開業予定であり、東京都からのアクセスが良好になる。
- 中部山岳地帯を擁し、水資源に富むため、地下水枯渇、水不足問題の懸念が解消される[8]。

## 三極体制
東京一極集中に伴う弊害の是正に向けて、東京、名古屋、大阪の三極で首都機能を分散する三極体制への移行が進んでおり、中京圏は東西を結ぶ重要な拠点として捉えられている。

## 交通アクセス基盤
- 中部国際空港
- リニア中央新幹線 (中津川駅、岐阜県駅、名古屋駅、長野県駅)
- 東海環状自動車道